# Nicolaus Lützhøft

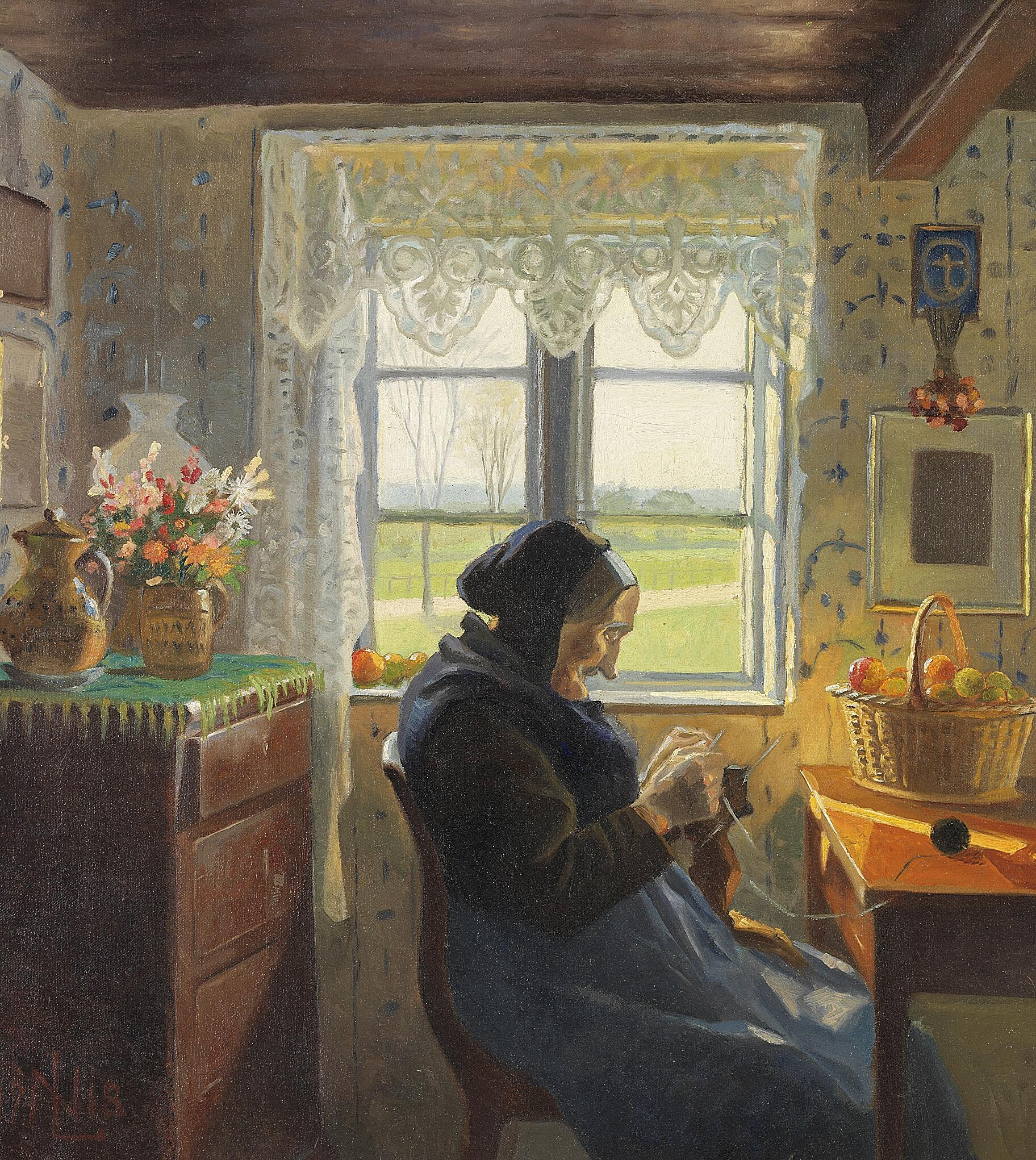
Nicolaus Lützhøft: Gamle Ane (1918)

Nicolaus Lützhøft (* 19. August 1864 in Lendemark bei Büderup; † 8. Juni 1928 in Kopenhagen) war ein dänischer Maler und Journalist.

## Leben
Lützhøft war der Sohn von Holten Frederik Lützhøft, der von 1851 bis 1864 Pfarrer in Büderup war. Als dänischgesinnter Pfarrer verließ der Vater nach 1864 Nordschleswig. Nicolaus Lützhøft studierte ab 1882 in Roskilde und wurde in Kopenhagen Schüler von Kristian Zahrtmann in dessen Malerschule. Von Kopenhagen aus ging Lützhøft dann nach Berlin, wo er sich zum Opernsänger ausbilden ließ. Anschließend arbeitete er einige Jahre als Sänger und Gesangslehrer in Reval und Gotha. 1908 kehrte er nach Dänemark zurück und arbeitete als Kunstkritiker, unter anderem bei Politiken. Und er schloss sich den Fünen-Malern um Fritz Syberg, Peter Hansen und Johannes Larsen an. Ihnen war auch das 1910 gestiftete Faaborg-Museum gewidmet.

## Veröffentlichungen
- Fortegnelse over kunstværkerne. Faaborg Museum for Fynsk Malerkunst. Aamodt, Kjøbenhavn 1911.
- Middelalderlige skulpturer i Tyskland. Kjøbenhavn 1915.
- Neue dänische Architektur. In: Kunst und Künstler: illustrierte Monatsschrift für bildende Kunst und Kunstgewerbe Berlin, Jg. 13 (1915), S. 496–504 (Digitalisat).